# Paisagem de aptidão
Em biologia evolutiva, paisagens de aptidão ou paisagens adaptativas, são usadas para visualizar a relação entre genótipos (ou fenótipos) e seu sucesso em replicação. É assumido que cada genótipo tem uma taxa de replicação bem definida (muitas vezes referida como aptidão). A aptidão é a "altura" da paisagem. Genótipos que são muitos similares são considerados como "próximos" uns aos outros, enquanto os que diferem mais estão "distantes" uns dos outros. Os dois conceitos de altura e distância são suficientes para formar o conceito de uma "paisagem". O conjunto de todos os genótipos possíveis, seu grau de similaridade e seus relativos graus de aptidão é então chamado de paisagem de aptidão.
Em problemas de otimização evolutiva, paisagens de aptidão são avaliações de uma função de aptidão para todas soluções candidatas.
A ideia de estudar a evolução ao visualizar a distribuição de valores de aptidão como uma forma de paisagem foi introduzida pela primeira vez por Sewall Wright em 1932.
Paisagens de aptidão explicam por que, durante a evolução, certas adaptações muito raramente ou nunca evoluirão; porque para isso as populações necessitariam de passar gradualmente por vales de baixa aptidão, o que é impossível pela maior aptidão de formas que já estão mais próximas de um pico adaptativo referente a uma adaptação diferente.

## Paisagens adaptativas na biologia
Paisagens adaptativas muitas vezes são concebidas como áreas de montanhas. Existem picos locais (pontos de onde todos os caminhos são descidas, isso é, significam menor aptidão) e vales (regiões de onde a maior parte dos caminhs leva para cima). Uma paisagem adaptativa com vários picos locais cercados por vales profundos é chamada  acidentada. Se todos os genótipos tem a mesma taxa de replicação, por outro lado, se diz que a superfície adaptativa é plana.
Uma população evoluindo tipicamente escala em direção ao topo numa paisagem de aptidão, por séries de pequenas mudanças genéticas, até que um ótimo local é atingido (Fig. 1). Ali permanecerá, a menos que uma mutação rara abra caminho para um novo, mais alto, pico adaptativo. Note, que ainda assim, com taxas elevadas de mutação, essa descrição é algo simplista. Uma população pode não ser capaz de escalar um pico muito íngreme se a taxa de mutações é muito alta, ou pode derivar para fora do pico que já encontrou. Refere-se ao processo de sair do pico por deriva geralmente denominado como catraca de Muller.

## Paisagens de aptidão em otimização evolutiva
Além do campo da biologia evolutiva, o conceito de paisagem de aptidão também ganhou importância em métodos de otimização evolutiva como algoritmos genéticos ou estratégias evolutivas. Em otimização evolutiva, tenta-se resolver problemas do mundo real (como de engenharia ou logística) ao imitar-se a dinâmica da evolução biológica. Por exemplo, um caminhão de entrega com um número de endereços destinatários pode tomar uma grande variedade de diferentes rotas, mas apenas umas poucas irão resultar em um período curto de viagem. Para usar-se a otimização evolutiva, tem que ser definida quão boa é cada uma das possíveis soluções para o problema em questão (ex.: cada possível rota no caso do caminhão de entregas).